# Olga Danilović
Olga Danilović (en alphabet cyrillique serbe : Олга Даниловић ; en alphabet latin serbe : Olga Danilović), née le 23 janvier 2001 à Belgrade (Yougoslavie, actuelle Serbie), est une joueuse de tennis serbe, professionnelle depuis 2017. Elle est la fille du basketteur Predrag Danilović.

## Carrière junior
Olga Danilović s'est tout d'abord distinguée chez les catégories jeunes en atteignant la finale des Petits As en 2015, puis sur le circuit ITF Junior avec un premier succès en double à Roland-Garros et à l'Orange Bowl en 2016, puis à Wimbledon et l'US Open en 2017, toujours en double. En simple, ses meilleurs résultats sont une finale à l'Open du Canada fin 2016, puis un titre au Trophée Juan Carlos Ferrero et une finale à Beaulieu-sur-Mer. En Grand Chelem, elle n'est que quart de finaliste à l'US Open 2017. Ces résultats lui ont permis de se classer à la 5e place mondiale.

## Carrière professionnelle
Devenue professionnelle en 2017, elle s'adjuge deux tournois mineurs en Turquie, puis dispute deux finales à Sant Cugat del Vallès et Valence. Elle remporte ses premiers tournois ITF en 2018 en Sardaigne et à Versmold.
Elle crée la surprise en remportant la première édition du tournoi de Moscou à seulement 17 ans contre une autre joueuse du même âge, la Russe Anastasia Potapova. Battue au dernier tour des qualifications, elle est repêchée pour remplacer Irina-Camelia Begu et élimine notamment sur son parcours la tête de série numéro un Julia Görges en quarts de finale et Aliaksandra Sasnovich en demie. En 2019, elle s'impose à Montreux. L'année suivante, elle est quart de finaliste au WTA 125 d'Indian Wells. En 2021, elle dispute deux quarts de finale à Budapest et Palerme et passe un tour lors de l'Open d'Australie et de l'US Open. Elle retrouve le succès en 2022 en atteignant la finale du WTA 250 de Lausanne et remportant l'épreuve de double avec Kristina Mladenovic. En 2023, elle retourne dans le top 100 à la faveur d'un titre à Båstad et une demi-finale à Gaiba.
Elle apparaît pour la première fois de sa carrière en deuxième semaine d'un tournoi du Grand Chelem lors de l'édition 2024 de Roland Garros, alors qu'elle est issue des qualifications et crée la surprise en ne laissant que trois jeux à Martina Trevisan, ancienne demi-finaliste (6-1, 6-2) puis sort l'Américaine Danielle Collins, très en vue en début de saison en trois manches serrées (6-7, 7-5, 6-4) et renverse enfin la Croate Donna Vekić dans une rencontre très mal engagée (0-6, 7-5, 7-6). Elle cède logiquement en deuxième semaine contre l'ancienne finaliste et numéro six mondiale Markéta Vondroušová (4-6, 2-6). Elle joue le tournoi de Guanzhou fin octobre et se débarrasse de la Russe Erika Andreeva (6-4, 6-4) avant d'écraser la Française Diane Parry (6-1, 6-0). Elle écrase en quarts de finale la locale qualifiée Mananchaya Sawangkaew (6-4, 6-4) et profite de l'abandon de la tête de série numéro une Kateřina Siniaková (4-6, 6-4, 4-3 ab.) pour jouer sa première finale de la saison. Elle ne fait qu'une bouchée de l'Américaine Caroline Dolehide (6-3, 6-1) et remporte alors son premier titre sur dur en carrière, le premier depuis six ans.
Elle commence l'Open d'Australie 2025 par deux victoires contre Arantxa Rus (6-4, 6-4) et Liudmila Samsonova (6-1, 6-2), parvenant pour la première fois de sa carrière au troisième tour du Majeur australien. Elle réussit l'exploit de battre sa deuxième Top 10 en carrière, la récente finaliste du dernier US Open Jessica Pegula (7-6, 6-1) au troisième tour. Elle ne fait néanmoins par le poids contre l'ancienne numéro deux Paula Badosa en huitièmes de finale (1-6, 6-7).
La Serbe parvient en avril à rejoindre une finale sur terre à Rouen, la première pour elle depuis près de trois ans et sa quatrième en carrière. Son parcours est laborieux, la joueuse perdant des manches contre sa compatriote qualifiée Aleksandra Krunić (5-7, 6-0, 6-3), la jeune repêchée Linda Fruhvirtová (6-2, 3-6, 6-4) et la Japonaise Moyuka Uchijima (7-6, 4-6, 6-1). Elle sort en deux manches en demi-finale la Néerlandaise Suzan Lamens (6-4, 6-4) mais s'incline contre la tête de série numéro une et ancienne numéro trois mondiale Elina Svitolina (4-6, 6-7) en finale.

## Palmarès

### Titres en simple dames
| No | Date       | Nom et lieu du tournoi    | Catégorie | Dotation  | Surface      | Finaliste          | Score          |          |
| -- | ---------- | ------------------------- | --------- | --------- | ------------ | ------------------ | -------------- | -------- |
| 1  | 23-07-2018 | Moscow River Cup, Moscou  | Intern'l  | 650 000 $ | Terre (ext.) | Anastasia Potapova | 7-5, 6-71, 6-4 | Parcours |
| 2  | 21-10-2024 | Guangzhou Open, Guangzhou | WTA 250   | 267 082 $ | Dur (ext.)   | Caroline Dolehide  | 6-3, 6-1       | Parcours |

### Finales en simple dames
| No | Date       | Nom et lieu du tournoi           | Catégorie | Dotation  | Surface      | Vainqueure      | Score     |          |
| -- | ---------- | -------------------------------- | --------- | --------- | ------------ | --------------- | --------- | -------- |
| 1  | 11-07-2022 | Ladies Open Lausanne, Lausanne   | WTA 250   | 251 750 $ | Terre (ext.) | Petra Martić    | 6-4, 6-2  | Parcours |
| 2  | 14-04-2025 | Open de Rouen Capfinances, Rouen | WTA 250   | 275 094 $ | Terre (int.) | Elina Svitolina | 6-4, 7-68 | Parcours |

### Titres en double dames
| No | Date       | Nom et lieu du tournoi        | Catégorie | Dotation  | Surface      | Partenaire          | Finalistes                      | Score    |          |
| -- | ---------- | ----------------------------- | --------- | --------- | ------------ | ------------------- | ------------------------------- | -------- | -------- |
| 1  | 24-09-2018 | Tashkent Open Tachkent        | Intern'l  | 226 750 $ | Dur (ext.)   | Tamara Zidanšek     | Irina-Camelia Begu Raluca Olaru | 7-5, 6-3 | Parcours |
| 2  | 11-07-2022 | Ladies Open Lausanne Lausanne | WTA 250   | 251 750 $ | Terre (ext.) | Kristina Mladenovic | Ulrikke Eikeri Tamara Zidanšek  | Forfait  | Parcours |

### Finales en double dames
| No | Date       | Nom et lieu du tournoi | Catégorie | Dotation  | Surface    | Vainqueures                    | Partenaire       | Score            |          |
| -- | ---------- | ---------------------- | --------- | --------- | ---------- | ------------------------------ | ---------------- | ---------------- | -------- |
| 1  | 01-03-2021 | Open 6e sens Lyon      | WTA 250   | 235 238 $ | Dur (int.) | Viktória Kužmová Arantxa Rus   | Eugenie Bouchard | 3-6, 7-5, [10-7] | Parcours |
| 2  | 30-01-2023 | Open 6e sens Lyon      | WTA 250   | 259 303 $ | Dur (int.) | Cristina Bucșa Bibiane Schoofs | Alexandra Panova | 7-65, 6-3        | Parcours |

### Titres en simple en WTA 125
| No | Date       | Nom et lieu du tournoi           | Catégorie | Dotation  | Surface      | Finaliste             | Score          |          |
| -- | ---------- | -------------------------------- | --------- | --------- | ------------ | --------------------- | -------------- | -------- |
| 1  | 10-07-2023 | Nordea Open, Båstad              | WTA 125   | 115 000 $ | Terre (ext.) | Emma Navarro          | 7-64, 3-6, 6-3 | Parcours |
| 2  | 24-03-2025 | Megasaray Hotels Open 2, Antalya | WTA 125   | 115 000 $ | Terre (ext.) | V. Jiménez Kasintseva | 6-2, 6-3       | Parcours |

### Titre en double en WTA 125
| No | Date       | Nom et lieu du tournoi | Catégorie | Dotation  | Surface      | Partenaire             | Finalistes              | Score    |          |
| -- | ---------- | ---------------------- | --------- | --------- | ------------ | ---------------------- | ----------------------- | -------- | -------- |
| 1  | 05-09-2022 | Open delle Puglie Bari | WTA 125   | 115 000 $ | Terre (ext.) | Elisabetta Cocciaretto | Andrea Gámiz Eva Vedder | 6-2, 6-3 | Parcours |

### Finale en double en WTA 125
| No | Date       | Nom et lieu du tournoi               | Catégorie | Dotation  | Surface      | Vainqueures                 | Partenaire        | Score            |          |
| -- | ---------- | ------------------------------------ | --------- | --------- | ------------ | --------------------------- | ----------------- | ---------------- | -------- |
| 1  | 31-05-2022 | International Championships Makarska | WTA 125   | 115 000 $ | Terre (ext.) | Dalila Jakupović Tena Lukas | Aleksandra Krunić | 5-7, 6-2, [10-5] | Parcours |

## Parcours en Grand Chelem

### En simple dames
| Année | Open d'Australie | Open d'Australie | Internationaux de France | Internationaux de France | Wimbledon       | Wimbledon           | US Open        | US Open         |
| ----- | ---------------- | ---------------- | ------------------------ | ------------------------ | --------------- | ------------------- | -------------- | --------------- |
| 2018  | —                | —                | —                        | —                        | —               | —                   | Q2             | Jaimee Fourlis  |
| 2019  | Q1               | Iga Świątek      | Q2                       | Georgina García Pérez    | Q3              | Beatriz Haddad Maia | —              | —               |
| 2020  | Q2               | Varvara Gracheva | Q1                       | Renata Zarazúa           | Annulé          | Annulé              | —              | —               |
| 2021  | 2e tour (1/32)   | Shelby Rogers    | Q1                       | Camila Osorio            | Q1              | Caty McNally        | 2e tour (1/32) | Forfait         |
| 2022  | —                | —                | 2e tour (1/32)           | Jil Teichmann            | —               | —                   | Q1             | Lizette Cabrera |
| 2023  | Q3               | Clara Burel      | 3e tour (1/16)           | Ons Jabeur               | Q1              | Jana Čepelová       | Q1             | Priscilla Hon   |
| 2024  | Q2               | Zeynep Sönmez    | 1/8 de finale            | Markéta Vondroušová      | 1er tour (1/64) | Anca Todoni         | Q1             | Gao Xinyu       |
| 2025  | 1/8 de finale    | Paula Badosa     | 3e tour (1/16)           | Aryna Sabalenka          | 2e tour (1/32)  | Madison Keys        |                |                 |

N.B. : à droite du résultat se trouve le nom de l'ultime adversaire.

### En double dames
| 2025 | 1er tour (1/32) A. Potapova \|\| style="text-align:left;" \| Chan H.-c. L. Kichenok | 1/4 de finale A. Potapova \|\| style="text-align:left;" \| M. Andreeva D. Shnaider |  |  |  |  |

N.B. : le nom de la partenaire se trouve sous le résultat ; les noms des ultimes adversaires se trouvent à droite.

## Parcours en «Premier» et WTA 1000
Les tournois WTA « Premier Mandatory » et « Premier 5 » (entre 2009 et 2020) et WTA 1000 (à partir de 2021) constituent les catégories d'épreuves les plus prestigieuses, après les quatre levées du Grand Chelem. 

De 2009 à 2023, les tournois Premier Mandatory (dits tournois WTA 1000 obligatoires entre 2021 et 2023) regroupent Indian Wells, Miami, Madrid et Pékin, les autres constituant les tournois Premier 5 (tournois WTA 1000 non-obligatoires). À partir de 2024, le nombre de tournois WTA 1000 passe à 10 par saison (fin de l’alternance Doha / Dubaï), ces derniers devenant tous obligatoires et offrant tous 1000 points à la vainqueure (contre 900 points précédemment pour les tournois Premier 5).

### En simple dames
| Année |       |              |       |                           |                               |                               |                         |                               |                            |        |  |        |
| Doha  | Dubaï | Indian Wells | Miami | Madrid                    | Rome                          | Canada                        | Cincinnati              | Pékin                         |                            | Wuhan  |  |        |
| Doha  | Dubaï | Indian Wells | Miami | Madrid                    | Rome                          | Canada                        | Cincinnati              | Pékin                         | Guadalajara                |        |  |        |
| Doha  | Dubaï | Indian Wells | Miami | Madrid                    | Rome                          | Canada                        | Cincinnati              | Pékin                         |                            |        |  |        |
| 2019  |       | WTA 500      |       |                           | 1er tour (1/64) María Sákkari |                               |                         |                               |                            |        |  |        |
|       |       |              |       |                           |                               |                               |                         |                               |                            |        |  |        |
| 2021  |       | WTA 500      |       |                           | 1er tour (1/64) A. Sevastova  |                               |                         |                               |                            | Annulé |  | Annulé |
|       |       |              |       |                           |                               |                               |                         |                               |                            |        |  |        |
| 2023  |       | WTA 500      |       | 1er tour (1/64) Wang X.   |                               |                               |                         |                               |                            |        |  |        |
| 2024  |       |              |       |                           |                               | 2e tour (1/32) D. Collins     |                         |                               |                            |        |  |        |
| 2025  |       |              |       | 1er tour (1/64) V. Tomova | 1er tour (1/64) H. Baptiste   | 2e tour (1/32) E. Alexandrova | 2e tour (1/32) Zheng Q. | 2e tour (1/32) V. Kudermetova | 2e tour (1/32) E. Raducanu |        |  |        |

Sous le résultat, l’ultime adversaire.
1. 1 2   Les tournois de Doha et Dubaï alternent le statut de tournoi WTA 1000 (ex Premier 5) entre 2009 et 2023 : les trois premières éditions ont lieu à Dubaï, les trois suivantes à Doha, puis Dubaï accueille le tournoi de cette catégorie les années impaires et Dubaï les années paires. De 2011 à 2023, la ville qui n’accueille pas de WTA 1000 organise à la place un tournoi WTA 500 (ex Premier).
2. 1 2 3 4 5 6 7   L’ordre de déroulement des tournois a évolué depuis 2009 : Rome se dispute avant Madrid et Cincinnati avant Montréal/Toronto jusqu’en 2010, tandis que Tokyo (2009-2013)-Wuhan (2014-2019, 2024-)-Guadalajara (2022-2023) ont lieu avant Pékin jusqu’en 2023.
3. 1 2  Du fait de la pandémie de Covid-19, les tournois d’Indian Wells, de Miami, de Madrid, du Canada, de Wuhan et de Pékin sont annulés en 2020. Ces deux derniers le sont également en 2021. Pour des raisons d’organisation, le tournoi de Cincinnati 2020 a exceptionnellement lieu à Flushing Meadows à New York.

## Records et statistiques

### Victoires sur le top 10
Toutes ses victoires sur des joueuses classées dans le top 10 de la WTA lors de la rencontre.
| Légende      |
| Grand Chelem |
| WTA 1000     |
| WTA 500      |
| WTA 250      |

| # |        |  | Tournoi          | Année | Surface      |  | Adversaire       | Rang  | Tour | Score          | Tableau |
| - | ------ |  | ---------------- | ----- | ------------ |  | ---------------- | ----- | ---- | -------------- | ------- |
| 1 | no 125 |  | Roland-Garros    | 2024  | Terre battue |  | Danielle Collins | no 10 | 1/32 | 65-7, 7-5, 6-4 | Tableau |
| 2 | no 55  |  | Open d'Australie | 2025  | Dur          |  | Jessica Pegula   | no 6  | 1/16 | 7-63, 6-1      | Tableau |

## Classements WTA en fin de saison
| Année          | 2017 | 2018 | 2019 | 2020 | 2021 | 2022 | 2023 | 2024 |
| Rang en simple | 465  | 103  | 188  | 183  | 131  | 150  | 116  | 53   |
| Rang en double | 689  | 167  | –    | 434  | 258  | 142  | 349  | 830  |

Source : (en) Classements de Olga Danilović sur le site officiel de la Fédération internationale de tennis